# Abu Dhabis Grand Prix 2017
Abu Dhabis Grand Prix 2017 (officielle navn: 2017 Formula 1 Etihad Airways Abu Dhabi Grand Prix) var et Formel 1-løb som blev afholdt 26. november 2017 på Yas Marina Circuit i Abu Dhabi i Forenede Arabiske Emirater. Det var det 20. og sidste løb i Formel 1-sæsonen 2017 og det niende Abu Dhabis Grand Prix.
Løbet blev vundet af Mercedes-køreren Valtteri Bottas, som startede fra pole position. På andenpladsen kom hans teamkollega Lewis Hamilton, mens Ferraris Sebastian Vettel tog tredjepladsen.

## Resultater

### Kvalifikation
| Pos.               | Nr. | Kører             | Konstruktør               | Del 1    | Del 2    | Del 3    | Grid |
| ------------------ | --- | ----------------- | ------------------------- | -------- | -------- | -------- | ---- |
| 1                  | 77  | Valtteri Bottas   | Mercedes                  | 1.37,356 | 1.36,822 | 1.36,231 | 1    |
| 2                  | 44  | Lewis Hamilton    | Mercedes                  | 1.37,391 | 1.36,742 | 1.36,403 | 2    |
| 3                  | 5   | Sebastian Vettel  | Ferrari                   | 1.37,817 | 1.37,023 | 1.36,777 | 3    |
| 4                  | 3   | Daniel Ricciardo  | Red Bull Racing-TAG Heuer | 1.38,016 | 1.37,583 | 1.36,959 | 4    |
| 5                  | 7   | Kimi Räikkönen    | Ferrari                   | 1.37,453 | 1.37,302 | 1.36,985 | 5    |
| 6                  | 33  | Max Verstappen    | Red Bull Racing-TAG Heuer | 1.38,021 | 1.37,777 | 1.37,328 | 6    |
| 7                  | 27  | Nico Hülkenberg   | Renault                   | 1.38,781 | 1.38,138 | 1.38,282 | 7    |
| 8                  | 11  | Sergio Pérez      | Force India-Mercedes      | 1.38,601 | 1.38,359 | 1.38,374 | 8    |
| 9                  | 31  | Esteban Ocon      | Force India-Mercedes      | 1.38,896 | 1.38,392 | 1.38,397 | 9    |
| 10                 | 19  | Felipe Massa      | Williams-Mercedes         | 1.38,629 | 1.38,565 | 1.38,550 | 10   |
| 11                 | 14  | Fernando Alonso   | McLaren-Honda             | 1.38,820 | 1.38,636 |          | 11   |
| 12                 | 55  | Carlos Sainz, Jr. | Renault                   | 1.38,810 | 1.38,725 |          | 12   |
| 13                 | 2   | Stoffel Vandoorne | McLaren-Honda             | 1.38,777 | 1.38,808 |          | 13   |
| 14                 | 20  | Kevin Magnussen   | Haas-Ferrari              | 1.39,395 | 1.39,298 |          | 14   |
| 15                 | 18  | Lance Stroll      | Williams-Mercedes         | 1.39,503 | 1.39,646 |          | 15   |
| 16                 | 8   | Romain Grosjean   | Haas-Ferrari              | 1.39,516 |          |          | 16   |
| 17                 | 10  | Pierre Gasly      | Toro Rosso                | 1.39,724 |          |          | 17   |
| 18                 | 94  | Pascal Wehrlein   | Sauber-Ferrari            | 1.39,930 |          |          | 18   |
| 19                 | 9   | Marcus Ericsson   | Sauber-Ferrari            | 1.39,994 |          |          | 19   |
| 20                 | 28  | Brendon Hartley1  | Toro Rosso                | 1.40,471 |          |          | 201  |
| 107%-tid: 1.44,170 |     |                   |                           |          |          |          |      |
| Kilde:             |     |                   |                           |          |          |          |      |

### Løbet
| Pos.   | Nr. | Kører             | Konstruktør               | Omgange | Tid/Udgået  | Startpos. | Point |
| ------ | --- | ----------------- | ------------------------- | ------- | ----------- | --------- | ----- |
| 1      | 77  | Valtteri Bottas   | Mercedes                  | 55      | 1.34.14,062 | 1         | 25    |
| 2      | 44  | Lewis Hamilton    | Mercedes                  | 55      | +3,899      | 2         | 18    |
| 3      | 5   | Sebastian Vettel  | Ferrari                   | 55      | +19,330     | 3         | 15    |
| 4      | 7   | Kimi Räikkönen    | Ferrari                   | 55      | +45,386     | 5         | 12    |
| 5      | 33  | Max Verstappen    | Red Bull Racing-TAG Heuer | 55      | +46,269     | 6         | 10    |
| 6      | 27  | Nico Hülkenberg   | Renault                   | 55      | +1.25,713   | 7         | 8     |
| 7      | 11  | Sergio Pérez      | Force India-Mercedes      | 55      | +1.32,062   | 8         | 6     |
| 8      | 31  | Esteban Ocon      | Force India-Mercedes      | 55      | +1.38,911   | 9         | 4     |
| 9      | 14  | Fernando Alonso   | McLaren-Honda             | 54      | +1 runde    | 11        | 2     |
| 10     | 19  | Felipe Massa      | Williams-Mercedes         | 54      | +1 runde    | 10        | 1     |
| 11     | 8   | Romain Grosjean   | Haas-Ferrari              | 54      | +1 runde    | 16        |       |
| 12     | 2   | Stoffel Vandoorne | McLaren-Honda             | 54      | +1 runde    | 13        |       |
| 13     | 20  | Kevin Magnussen   | Haas-Ferrari              | 54      | +1 runde    | 14        |       |
| 14     | 94  | Pascal Wehrlein   | Sauber-Ferrari            | 54      | +1 runde    | 18        |       |
| 15     | 28  | Brendon Hartley   | Toro Rosso                | 54      | +1 runde    | 20        |       |
| 16     | 10  | Pierre Gasly      | Toro Rosso                | 54      | +1 runde    | 17        |       |
| 17     | 9   | Marcus Ericsson   | Sauber-Ferrari            | 54      | +1 runde    | 19        |       |
| 18     | 18  | Lance Stroll      | Williams-Mercedes         | 54      | +1 runde    | 15        |       |
| Ret    | 55  | Carlos Sainz, Jr. | Renault                   | 31      | Hjul        | 12        |       |
| Ret    | 3   | Daniel Ricciardo  | Red Bull Racing-TAG Heuer | 20      | Hydraulik   | 4         |       |
| Kilde: |     |                   |                           |         |             |           |       |

Noter til tabellerne:
- 1:  - Brendon Hartley fik en gridstraf på 10 placeringer for at have overskredet bilens motorkomponentkvote.[4]

## Stillingen i mesterskaberne efter løbet
| Nr. | +/- | Kører              | Point |
| --- | --- | ------------------ | ----- |
| 1   |     | Lewis Hamilton     | 363   |
| 2   |     | Sebastian Vettel   | 317   |
| 3   |     | Valtteri Bottas    | 305   |
| 4   | 1   | Kimi Räikkönen     | 205   |
| 5   | 1   | Daniel Ricciardo   | 200   |
| 6   |     | Max Verstappen     | 168   |
| 7   |     | Sergio Pérez       | 100   |
| 8   |     | Esteban Ocon       | 87    |
| 9   |     | Carlos Sainz, Jr.  | 54    |
| 10  | 2   | Nico Hülkenberg    | 43    |
| 11  | 1   | Felipe Massa       | 43    |
| 12  | 1   | Lance Stroll       | 40    |
| 13  |     | Romain Grosjean    | 28    |
| 14  |     | Kevin Magnussen    | 19    |
| 15  |     | Fernando Alonso    | 17    |
| 16  |     | Stoffel Vandoorne  | 13    |
| 17  |     | Jolyon Palmer      | 8     |
| 18  |     | Pascal Wehrlein    | 5     |
| 19  |     | Daniil Kvjat       | 5     |
| 20  |     | Marcus Ericsson    | 0     |
| 21  |     | Pierre Gasly       | 0     |
| 22  |     | Antonio Giovinazzi | 0     |
| 23  |     | Brendon Hartley    | 0     |
| NC  | –   | Jenson Button      | 0     |
| NC  | –   | Paul di Resta      | 0     |

| Nr. | +/- | Konstruktør          | Point |
| --- | --- | -------------------- | ----- |
| 1   |     | Mercedes             | 668   |
| 2   |     | Ferrari              | 522   |
| 3   |     | Red Bull-TAG Heuer   | 368   |
| 4   |     | Force India-Mercedes | 187   |
| 5   |     | Williams-Mercedes    | 83    |
| 6   | 1   | Renault              | 57    |
| 7   | 1   | Toro Rosso           | 53    |
| 8   |     | Haas-Ferrari         | 47    |
| 9   |     | McLaren-Honda        | 30    |
| 10  |     | Sauber-Ferrari       | 5     |